# Contomastix lacertoides
Contomastix lacertoides — вид ящірок родини теїдових (Teiidae). Мешкає в Південній Америці.

## Поширення і екологія
Contomastix lacertoides мешкають в Уругваї, а також в бразильському штаті Ріу-Гранді-ду-Сул та на півдні штату Санта-Катарина. Вони живуть на відкритих кам'янистих луках, серед скель та в прибережних заростях рестінги. 